# Болгаро-египетские отношения
Болгаро-египетские отношения — двусторонние международные отношения между Болгарией и Египтом. У Болгарии есть посольство в Каире. Египет имеет посольство в Софии. Обе страны являются полноправными членами Союза для Средиземноморья и Организации Объединенных Наций.
22 мая 2017 года министр иностранных дел Египта Самех Шукри встретился с министром иностранных дел Болгарии Екатериной Захариевой. Во время их встречи Шукри подчеркнул необходимость укрепления отношений между странами.

## Экономические отношения
В 2016 году Болгария экспортировала товаров в Египет на сумму 322 миллиона долларов США. Крупными партиями товара являются очищенная нефть, каолинит, карбонат, очищенная медь, арматура, электрические батареи, пшеница, кукуруза, переработанный табак. Египет экспортировал в Болгарию товаров на сумму 367 миллионов долларов США.